# Paul Elvstrøm
Paul Bert Elvstrøm (25. února 1928, Hellerup – 7. prosince 2016, Hellerup) byl dánský sportovní jachtař. Získal čtyři zlaté olympijské medaile na čtyřech po sobě jdoucích olympiádách (Londýn 1948, Helsinky 1952, Melbourne 1956, Řím 1960), v prvním případě v kategorii Firefly, ve třech následujících pak v kategorii Finn. Je nejúspěšnějším jachtařem olympijské historie. Celkově se v letech 1948-1988 zúčastnil osmi olympiád, což je rekord, který drží spolu s pěti dalšími sportovci.
Krom toho získal jedenáct zlatých medailí na mistrovství světa (1957, 2x1958, 2x1959, 1962, 2x1966, 1967, 1969, 1974). Podílel se rovněž na vývoji lodí, založil i vlastní firmu na jejich výrobu.
V roce 1996 byl zvolen nejlepším dánským sportovcem 20. století. V roce 2007 byl při založení jachtařské Síně slávy do ní uveden jako první, spolu s dalšími pěti jachtaři.